# Sikorsky H-5
Sikorsky H-5, (označován také jako R-5, S-51, HO2S-1, HO3S-1) (R-5 od roku 1948; tovární označení VS-327) byl vrtulník vyráběný společností Sikorsky Aircraft Corporation, používaný Letectvem Spojených států amerických (USAF) a jeho předchůdcem USAAF, Námořnictvem Spojených států amerických a Pobřežní stráží Spojených států amerických (pod označením HO2S a HO3S). Tyto stroje využívalo taktéž americké Ministerstvo pošt. V prosinci 1946 byla mezi britskou společností Westland Aircraft a americkou Sikorski podepsána dohoda o vytvoření britské verze H-5, která byla vyráběna v Británii pod označením Westland-Sikorsky WS-51 Dragonfly. Do ukončení výroby v roce 1951 bylo vyrobeno přes 300 kusů všech modelů tohoto vrtulníku.

## Vzhled a vývoj

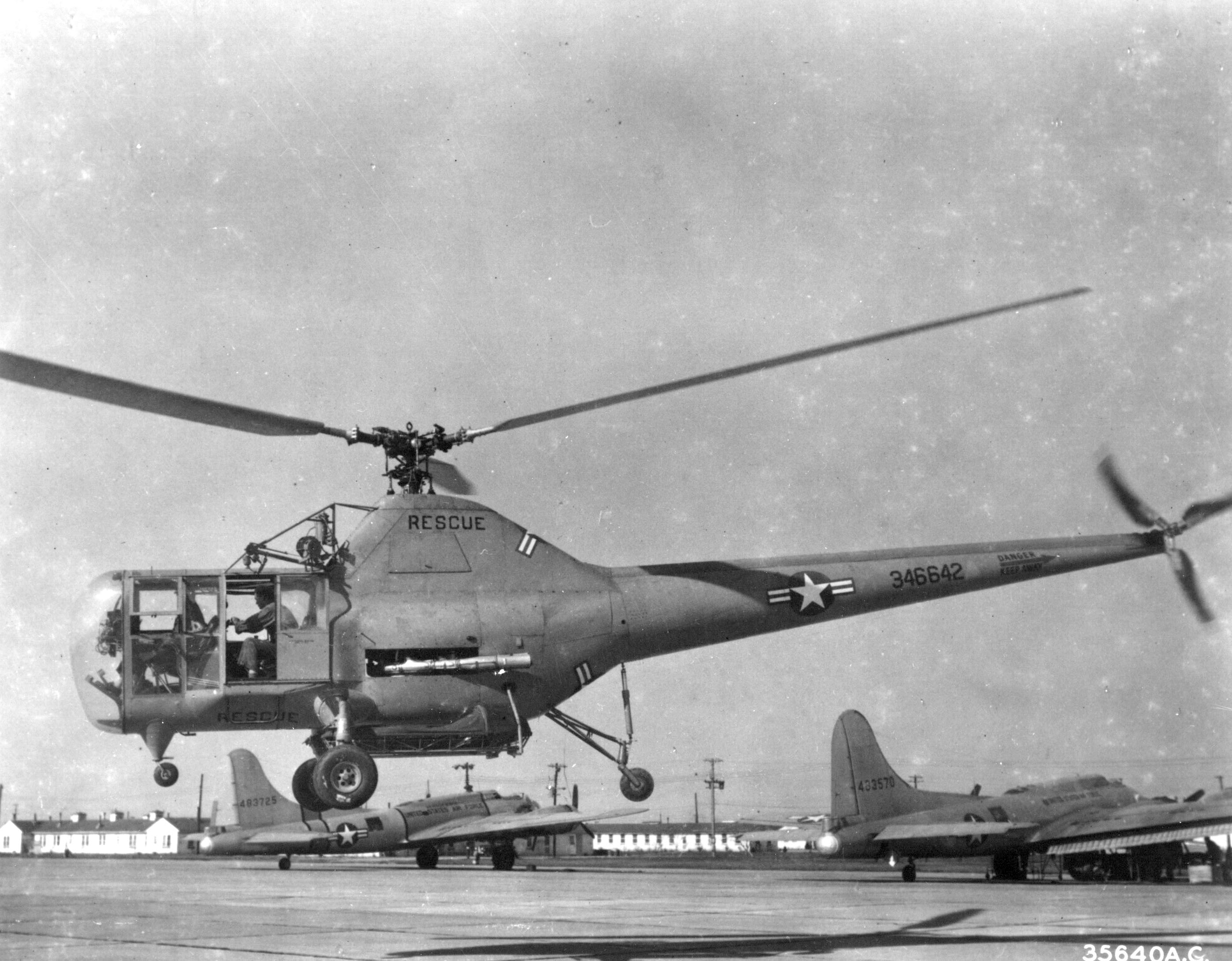
Americký H-5D Dragon při vzletu

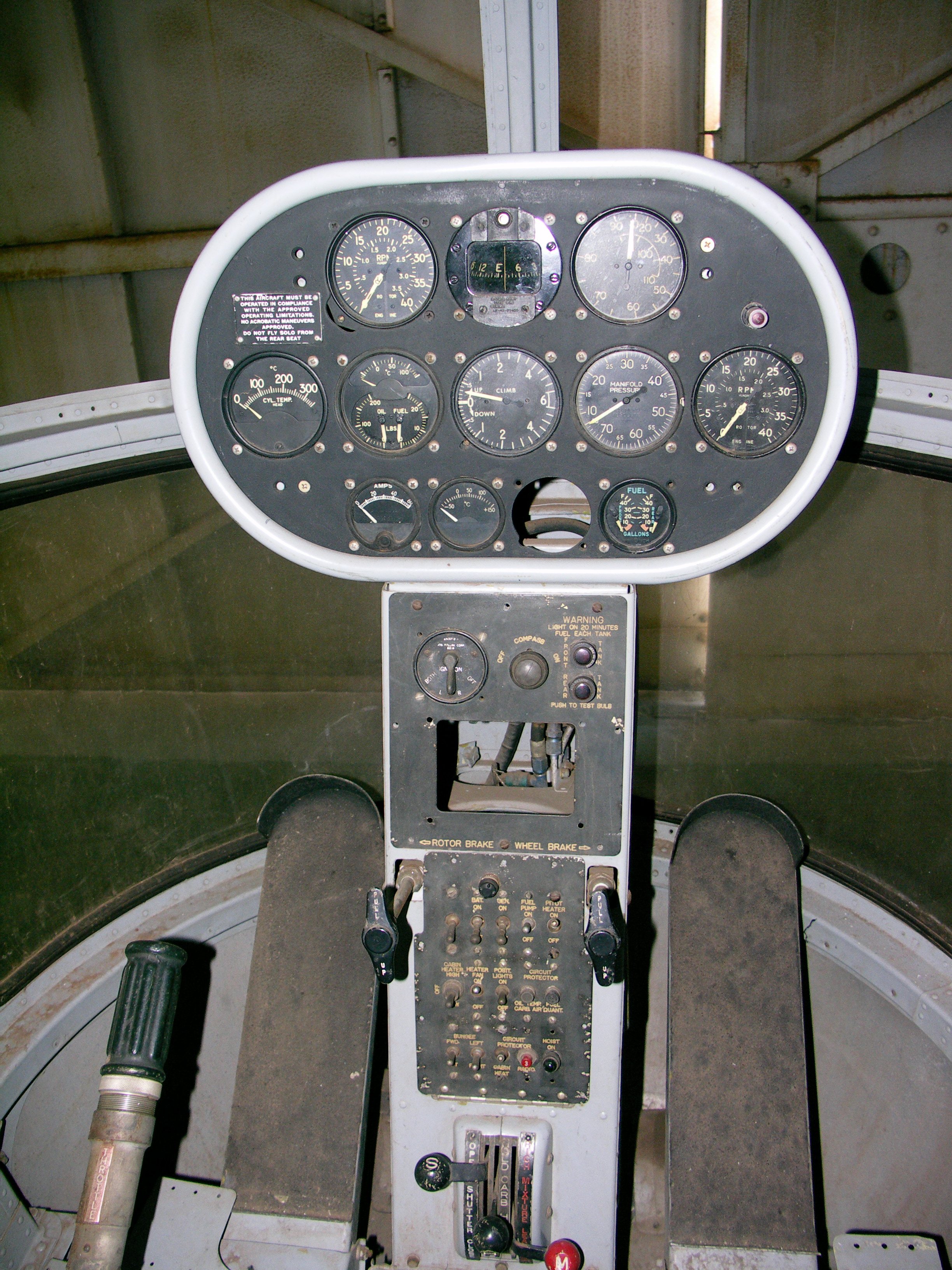
Panel přístrojů S-51

Tento stroj, původně vyvíjený pod označením R-5, byl armádou navržený k tomu, aby unesl větší náklad, měl větší výdrž, rychlost a dostup než jeho předchůdce Sikorsky R-4. R-5 se od R-4 odlišoval větším průměrem rotoru a novým delším trupem pro dvě osoby. Byl větší než jeho předchůdce, ale i než následující model R-6. Byl R-5 vybaven silným hvězdicovým motorem Wasp Junior o výkonu 450 koňských sil. Z těchto důvodů se z R-5 stal nejúspěšnější z těchto tří modelů vrtulníků. Zkušební let prvního ze čtyř objednaných XR-5 proběhl 18. srpna 1943. V březnu 1944 si letectvo USA objednalo 26 kusů YR-5A na servisní zkoušky, první z těchto strojů byl doručen v únoru 1945. Následovala objednávka 100 vrtulníků vybavených držáky na dvoje nosítka. Takto vybavených strojů bylo ovšem doručeno pouze 34.
Sikorsky brzy vyvinul upravenou verzi YR-5A, označenou jako S-51. Tato verze byla vybavena rotorem o větším průměru, s větší nosností a vzletovou hmotností. Tento model poprvé vzlétl 16. únor 1946. Byl čtyřmístný a byl určen k civilním i vojenským účelům a také to byl první vrtulník, prodaný soukromému majiteli. USAF si jich pod označením R-5F objednala jedenáct a devadesát jich létalo u námořnictva jako HO3S-1 (těmto strojům se také říkalo Horse – Kůň).
Westland Aircraft začal v Británii vyrábět licencované vrtulníky Westland-Sikorsky S-51 Dragonfly v roce 1946. Celkem se jich zde vyrobilo 133 a byly určeny pro Královské námořnictvo a Královské letectvo. Výkonný motor Alvis Leonides o výkonu 500 koní jim umožňoval létat rychlostí až 165 km/h s dostupem 4300 metrů. Westland také vyvíjel podstatně upravenou verzi s označením Westland Widgeon, ta se však do služby nikdy nedostala.
Americké námořnictvo si koncem roku 1946 objednalo čtyři standardní S-51 pro nasazení v Antarktidě při operaci Highjump. Do námořní historie vstoupily pod označením HO3S-1. Na Štědrý den 1946 byl HO3S-1 pilotovaný poručíkem velitelem Walterem M. Sessumem, který vzlétl z letadlové lodi USS Pine Island, prvním vrtulníkem, který kdy létal v oblasti Antarktidy. Poté, co prokázaly své schopnosti v námořnictvu, následovala roku 1948 objednávka dalších 42 vrtulníků. Námořnictvo používalo tyto HO3S-1 jako užitné vrtulníky na válečných a letadlových lodích, jako doprovod hydroplánů, ledoborců, křižníků třídy Des Moines a válečných lodí třídy Iowa. Když námořnictvo roku 1948 zakládalo svou první vrtulníkovou přepravní letku HMX-1, tvořilo ji šest strojů HO3S-1. Tento vrtulník byl schopný unést pouze tři lehce vybavené členy posádky a z tohoto důvodu byl využíván především pro potřeby údržby. Pro potřeby převozu bylo do letky později přidáno devět dvoumotorových vrtulníků Piasecki HRP-1. Celkový počet vrtulníků HO3S-1 (S-51), vlastněný americkým námořnictvem, se ustálil na 88 kusech.
Dvacet jedna vrtulníků Sikorsky YR-5A bylo vybaveno třetím sedadlem, záchranářským zvedákem, přídavnou palivovou nádrží a předním kolem. Americké námořnictvo tři z nich používalo pod označením HO2S-1. Pět dalších bylo přestavěno na YR-5E s dvojím ovládáním.
Dalších třicet devět speciálních záchranářských vrtulníků bylo roku 1948 postaveno pod označením H-5G. Šestnáct z nich bylo roku 1949 vybaveno plováky a používáno jako obojživelné vrtulníky.
Několik H-5H bylo roku 1949 pro potřeby evakuací po stranách trupu osazeno nosítky pro zraněné. Zadní místo pro nosítka bylo umístěno hned pod ocasem a boční nosítka byla hned za kabinou posádky. K předním dvěma nosítkům měl během přepravy přístup i lékař, k zadnímu nosítku nikoli. O nasazení těchto strojů u námořnictva je známo jen málo informací, protože byly krátce po testovaní v roce 1950 staženy.
Vrtulníky R-5 byly určeny pro letectvo USA. Série těchto vrtulníků začala stroji R-1 a pokračuje až k typu R-16. Po vzniku Letectva Spojených států amerických v roce 1947 bylo mnoho letadel kvůli novému systému přeznačeno. Z R-6 se například stala H-6. Armáda Spojených států přestala se svým vlastním značením v padesátých letech, což vyústilo v nové označení jejích vrtulníkových projektů (například HO-6). V roce 1962 dostala řada námořních a vojenských letadel díky novému systému značení nižší čísla.

## Historie nasazení
Během své služby, byly stroje H-5/SO3S-1 nasazovány na obslužné, záchranné a humanitární mise po celém světě, včetně letů v Antarktidě během operace Highjump. Díky větší síle, byly tyto stroje mnohem všestranněji použitelné než sesterské modely R-4 a R-6. H-5/HO3S-1 trpěly, stejně jako všechny ostatní dvousedadlové jednorotorové vrtulníky své doby, problémy se stabilitou. Tyto vrtulníky byly běžně vybaveny dvěma ocelovými tyčemi, které sloužily jako závaží. Obě byly zabaleny v plátěném obalu a vážily 11 a 23 kg. Pokud letěl stroj bez pasažérů, umisťovala se tato závaží podélně do kabiny vedle pilota. Když s pilotem letěli tři pasažéři, obě závaží se umístila do nákladového prostoru. V situaci zřídnutí vzduchu, při zvýšené okolní teplotě – toto zásadně ovlivňuje vztlak – byla závaží z vrtulníku vyhozena ven. Když nemohla být závaží mezi jednotlivými misemi doplněna, musel pilot místo nich použít kameny nebo jinou improvizovanou zátěž, protože bez vyvážení mohl vrtulník letět rychlostí pouze 25 uzlů (49 km/h).
Největší slávu zažily tyto stroje během korejské války, kde byly opakovaně využívány k zachraňování spojeneckých pilotů sestřelených nad nepřátelským územím a evakuacím raněných z frontových oblastí. Tuto úlohu následně převzaly vrtulníky H-19 Chickasaw. Poslední H-5 a HO3S-1 byly staženy z aktivní služby v americké armádě v roce 1957.

## Varianty

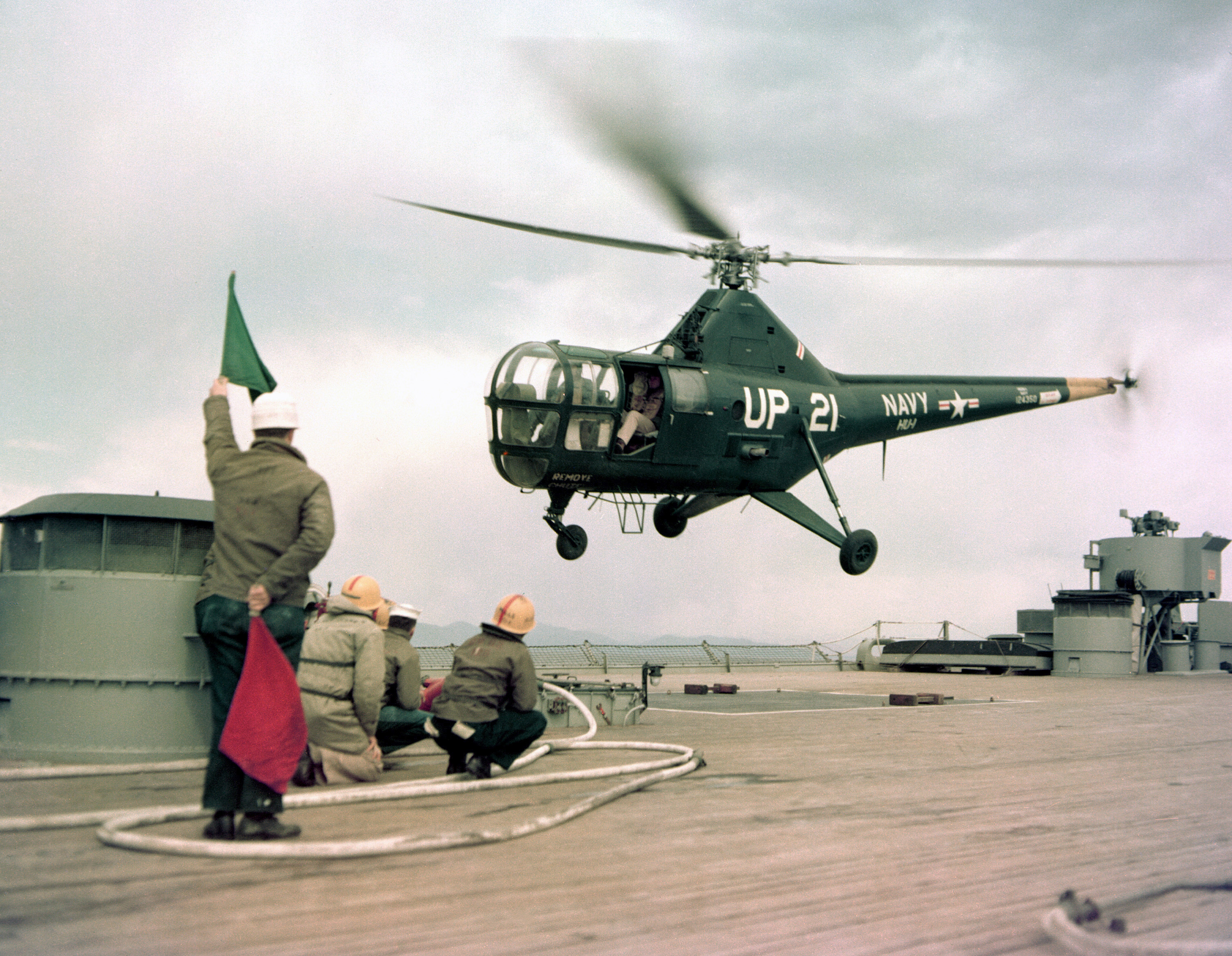
HO3S-1 Námořnictva Spojených států, 1953

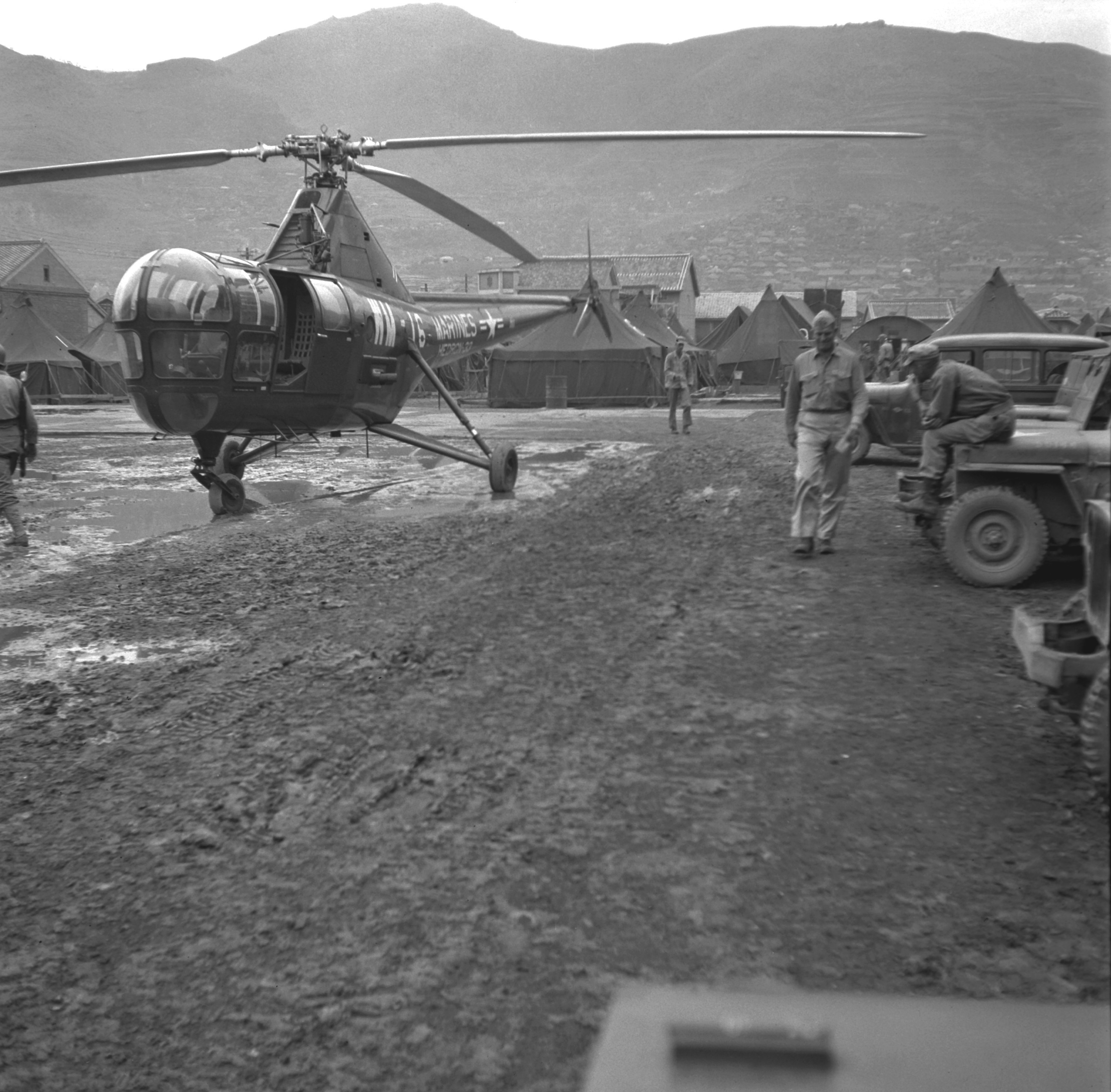
HO3S-1 Letky VMO-6, Inchon, Korea, 1950

XR-5  – Prototyp založený na VS.372 se dvěma sedadly a ocasním přistávacím kolem, poháněný motorem R-985-AN-5 o výkonu 450 koní, vyrobeno 5 kusů.
YR-5A – Stejně jako XR-5 jen s malými obměnami. Vyrobeno 26 kusů, včetně dvou pro Námořnictvo Spojených států, pod označením HO2S-1.
R-5A/H-5A – Záchranářský model se dvěma venkovními nosítky. Postaveno 34 kusů, později přeznačeno jako H-5A.
R-5B – Upravený R-5A, nevyráběl se.
YR-5C – Upravený R-5A, nevyráběl se.
R-5D/H-5D – Upravený R-5A s předním přistávacím kolem a záchranářským zvedákem. Později přeznačen na H-5D.
YR-5E/YH-5E – Upravený YR-5A s dvojitým ovládáním. Později přeznačen na YH-5E.
R-5F/H-5F – Civilní čtyřsedadlový model S-51 prodávaný od roku 1947. Vyrobeno jedenáct kusů, později přeznačen na H-5F.
H-5G – Stejně jako H-5F čtyřsedadlový se záchranářským vybavením. Prodáno 39 kusů.
H-5H – Jako H-5G, s vylepšeným vybavením. Prodáno 16 kusů.
HO2S-1 – Dva YR-5A pro Námořnictvo Spojených států, později využívány Pobřežní stráží. Objednávka na 34 kusů – zrušena.
HO3S-1 – Čtyřsedadlová verze pro Námořnictvo Spojených států, stejná jako H-5F. Vyrobeno 88 kusů.
HO3S-1G – HO3S-1 pro Pobřežní stráž. Vyrobeno devět.
HO3S-2 – Námořní verze H-5H. Nevyráběl se.
HO3S-3 – Jeden z HO3S-1 s upraveným motorem v roce 1950.
S-51 – Civilní čtyřsedadlová verze. Čtyři zakoupeny Námořnictvem Spojených států.

## Uživatelé
Argentina

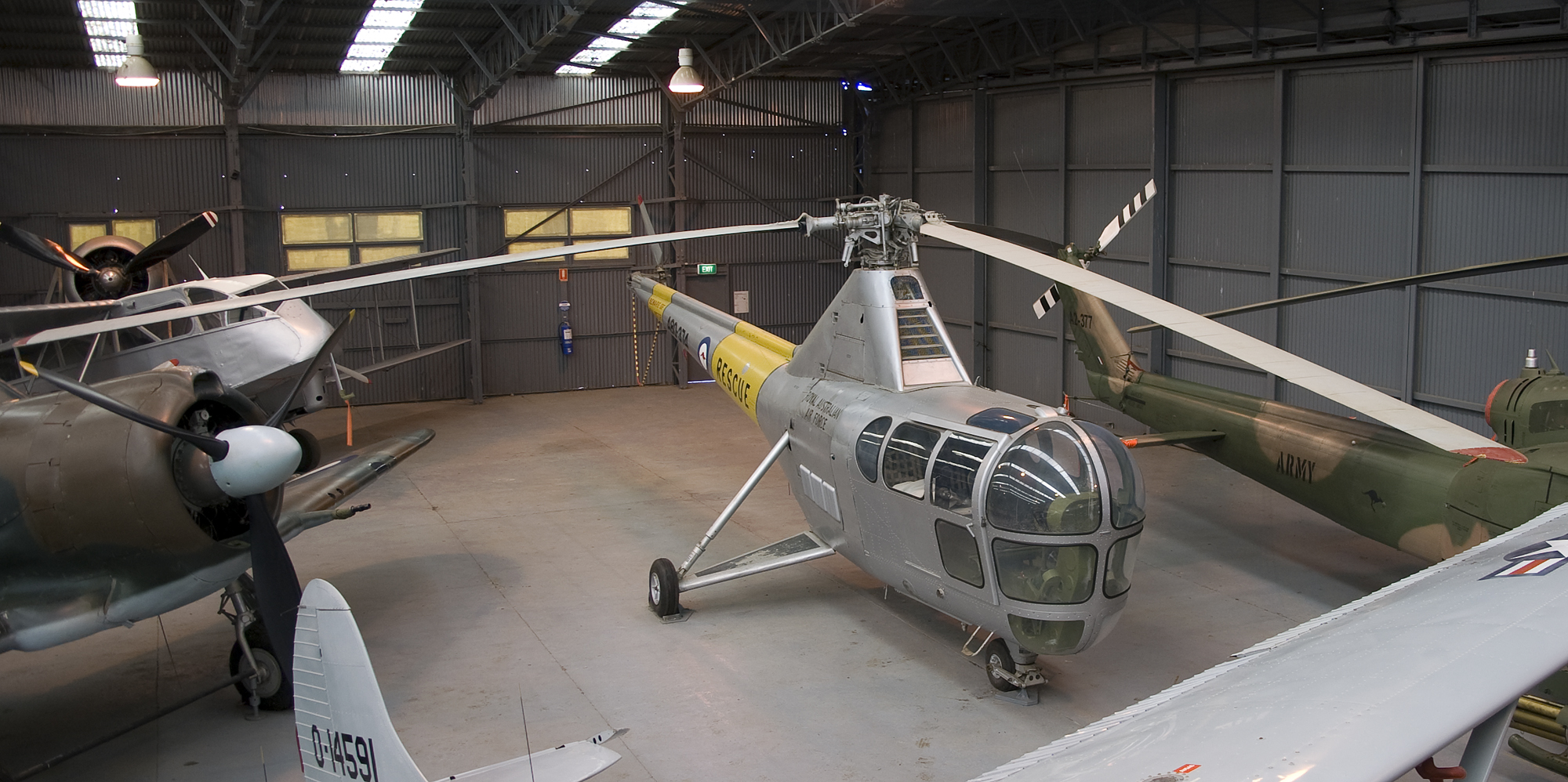
Sikorsky S-51 Australského královského letectva v muzeu RAAF, Point Crook, Melbourne, Austrálie

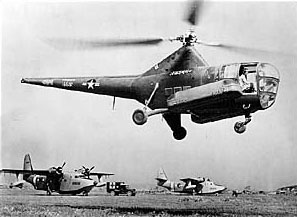
Sikorsky H-5 a Grumman SA-16s třetí záchranné letky

- Argentinské letectvo – (Secretaria de Aeronautica)[11]
- Argentinská pobřežní stráž[12]
- Argentinská federální policie[11]

 Austrálie
- Royal Australian Air Force (RAAF) – Ve službě mezi lety 1947 a 1964[13]
  - No. 21 Squadron RAAF
  - No. 22 Squadron RAAF
  - No. 23 Squadron RAAF
  - Aircraft Research and Development Unit

 Brazílie
 Čínská republika
- Letectvo Čínské republiky

 Francie
- Francouzské námořnictvo

 Kanada
- Kanadské královské letectvo[14]

 Irák
- Irácké letectvo (IQAF)

 Nizozemsko
- Nizozemské královské námořnictvo – Nizozemská námořní letecká služba

 Filipíny
 Jižní Afrika
- Jihoafrické letectvo (SAAF) – v padesátých letech používáno k rozprašování DDT při boji s malárií v KwaZulu-Natal

 Thajsko
- Thajské královské letectvo[15]

 Spojené království
- Royal Navy – Fleet Air Arm
- British European Airways

 Spojené státy americké
- Los Angeles Airways[16]

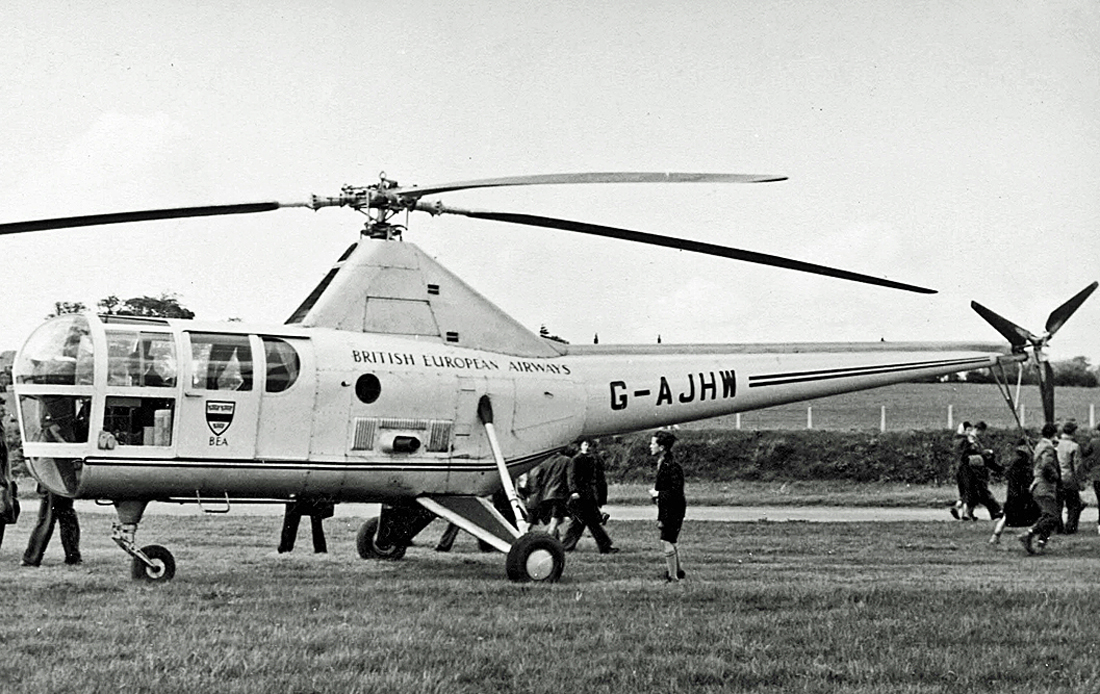
Sikorsky S-51 společnosti British European Airways, 1953

- Ozbrojené síly Spojených států amerických
  - Armáda Spojených států amerických
  - Letectvo Spojených států amerických[17]
  - Námořnictvo Spojených států amerických[17]
  - Námořní pěchota Spojených států amerických
  - Pobřežní stráž Spojených států amerických[18]
  - United States Army Air Forces
- Ministerstvo pošt

 Venezuela
- Venezuelské letectvo

 Jugoslávie
- Letectvo Socialistické federativní republiky Jugoslávie

## Zachované kusy

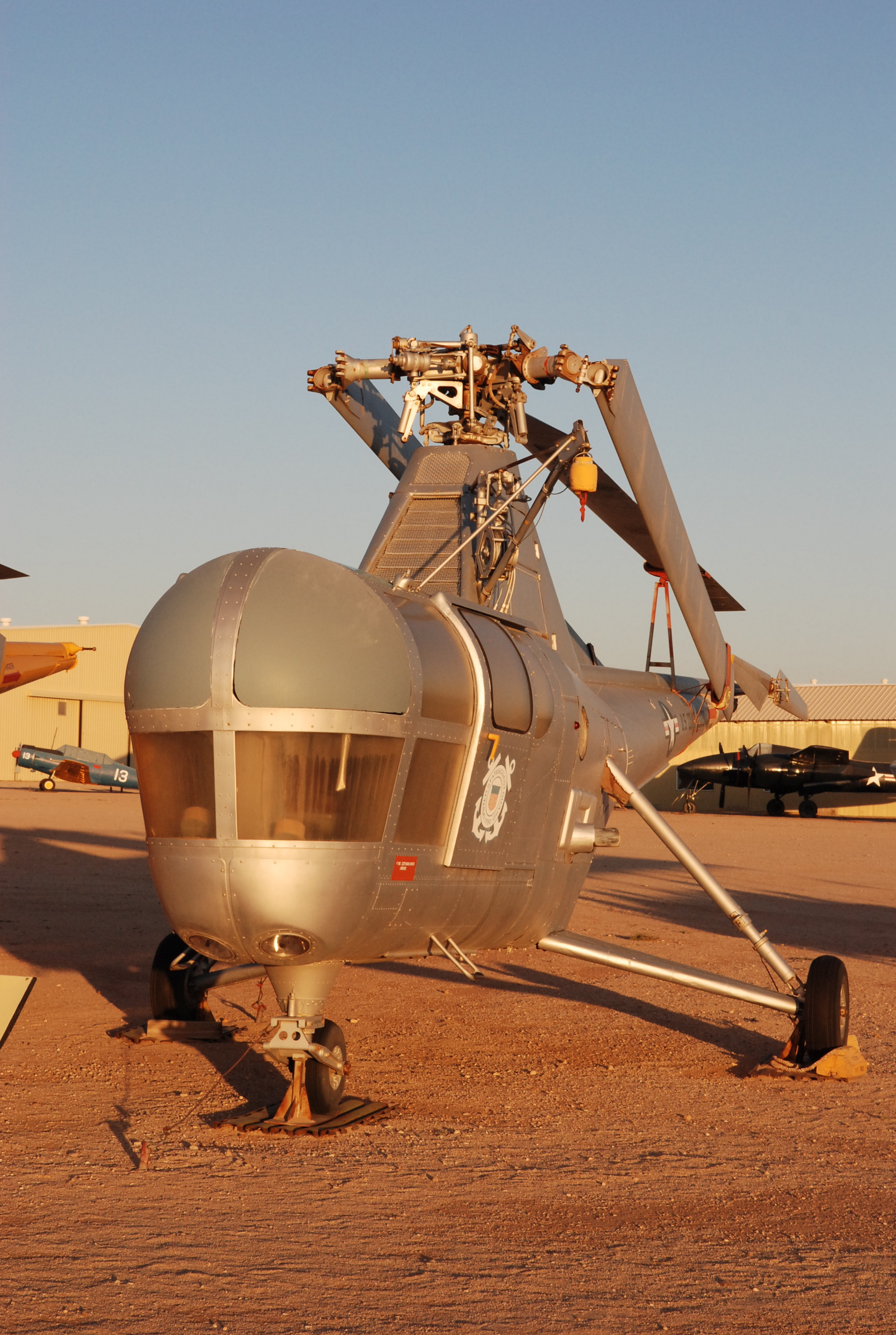
Pohled z venku na H-5

- YH-5A (s/n 43-46620) je k vidění v Národním muzeu Letectva Spojených států amerických na Wright-Pattersonově letecké základně blízko Daytonu v Ohiu. Jedná se o jeden z 26 kusů objednaných v roce 1944. Muzeum jej získala od Eglinovy letecké základny na Floridě v březnu 1955.[19]
- Národní muzeum námořního letectva (National Museum of Naval Aviation), Pensacola, Florida.
- Letecké muzeum armády Spojených států (United States Army Aviation Museum), Fort Rucker, Alabama.
- Aviodrom, Lelystad, Nizozemsko.
- Sikorsky S51A (s/n 51-102) je vystaven v Muzeu letectví v Jihoafrické republice na letecké základně Swartkop, blízko Pretorie.
- YR-5A a WS-51 jsou vystaveny v Muzeu Thajského královského letectva na letišti Don Muang, Bangkok, Thajsko.[20]
- Korejský vojenský památník, Soul, Korejská republika
- Letecké muzeum Karolíny (Carolinas Aviation Museum), Charlotte, Severní Karolína
- Museu de Antiguidades Mecânicas, Bebedouro, São Paulo, Brazílie
- Sikorsky HO-3-F (S-51) Dragonfly je vystaven v Evergreen Aircraft & Space Museum, McMinnville, Oregon.[21]
- H-5A (S-51) je vystaven v New England Air Museum na Bradleyho mezinárodním letišti, Windsor Locks, Connecticut[22]
- USCG 232 HO3S-1G je vystaven v Pima Air & Space Muzeu, patřícímu k Davis-Monthanově letecké základně v Tucsonu, Arizona. Pořízen na úvěr od Pobřežní stráže.[23] (fotografie vpravo).
- 48-0548 H-5G je vystaven v Pima Air & Space Muzeu, patřícímu k Davis-Monthanově letecké základně v Tucsonu, Arizona.[23]

## Specifikace (H-5)

### Technické údaje
- Posádka: 2 členové
- Nosnost:  dvě nosítka na venkovních úchytech
- Délka: 17,4 metru
- Průměr rotoru: 14,63 metru
- Výška: 3,96 metru
- Plocha disku: 168,2 m2
- Hmotnost prázdného vrtulníku: 1718 kg
- Vzletová hmotnost: 2193 kg
- Pohonná jednotka: 1 × Pratt & Whitney R-985 o výkonu 450 koní (335 kW)

### Výkony
- Nejvyšší rychlost: 171 km/h (92 uzlů)
- Dolet:  580 km (313 NM)
- Dostup: 4390 metrů
- Stoupavost:  3.4 m/s